# Tabanus stackelbergiellus
Tabanus stackelbergiellus är en tvåvingeart som beskrevs av Olsufjev 1967. Tabanus stackelbergiellus ingår i släktet Tabanus och familjen bromsar. Inga underarter finns listade i Catalogue of Life.